# Deutsche Poolbillard-Meisterschaft 2006 (Herren)
Die Deutsche Poolbillard-Meisterschaft 2006 war die 32. Austragung zur Ermittlung der nationalen Meistertitel der Herren in der Billardvariante Poolbillard. Sie wurde im Rahmen der Deutschen Billard-Meisterschaft in der Wandelhalle in Bad Wildungen ausgetragen.
Es wurden die Deutschen Meister in den Disziplinen 14/1 endlos, 8-Ball, 9-Ball und 8-Ball-Pokal ermittelt.

## Medaillengewinner
| Disziplin    | Gold                                   | Silber                          | Bronze                                 | Bronze                               |
| ------------ | -------------------------------------- | ------------------------------- | -------------------------------------- | ------------------------------------ |
| 14/1 endlos  | Oliver Ortmann (BC Sindelfingen)       | Thorsten Hohmann (1. PBC Fulda) | Dirk Stenten (Schwarz-Weiß Kohlscheid) | Klaus Zobrekis (BSV Weinheim)        |
| 8-Ball       | Jörn Kaplan (BSV Pfullingen)           | Ralf Wack (PBC Fortuna Bexbach) | Martin Steinlage (BSG Osnabrück)       | John Blacklaw (BSV Pfullingen)       |
| 9-Ball       | Oliver Ortmann (BC Sindelfingen)       | Marcus Westen (BSG Osnabrück)   | Ernst Schmidt (PBC Gera)               | Andreas Roschkowsky (BSV Pfullingen) |
| 8-Ball-Pokal | Alexander Dremsizis (BC Queue Hamburg) | Michael Ruwe (BSG Osnabrück)    | Ralf Wack (PBC Fortuna Bexbach)        | Dean Risinger (PBSG Wolfsburg)       |

## Modus
Die 32 Spieler, die sich über die Landesmeisterschaften der Billard-Landesverbände qualifiziert haben, spielten zunächst im Doppel-KO-System. Ab dem Viertelfinale wurde im KO-System gespielt.

## Wettbewerbe
Aus Gründen der Übersichtlichkeit werden im Folgenden jeweils nur die 16 bestplatzierten Spieler notiert.

### 14/1 endlos
| Platz | Spieler              | Verein                  |
| ----- | -------------------- | ----------------------- |
| 1     | Oliver Ortmann       | BC Sindelfingen         |
| 2     | Thorsten Hohmann     | 1. PBC Fulda            |
| 3     | Dirk Stenten         | Schwarz-Weiß Kohlscheid |
| 3     | Klaus Zobrekis       | BSV Weinheim            |
| 5     | Martin Poguntke      | 1. PBC Fulda            |
| 5     | Alexander Dremsizis  | BC Queue Hamburg        |
| 5     | John Blacklaw        | BSV Pfullingen          |
| 5     | Markus Strey         | BSC Shooters Mettmann   |
| 9     | Daniel Schwerdtfeger | PBF Schleifmühle        |
| 9     | Christian Brehme     | BSF Kurpfalz            |
| 9     | Frank Willner        | Berliner Billard Bären  |
| 9     | Michael Ruwe         | BSG Osnabrück           |
| 13    | Michael Heinz        | Joker Kamp-Lintfort     |
| 13    | Christian Weigoni    | 1. PBC Fulda            |
| 13    | Nicolas Ottermann    | Astoria Walldorf        |
| 13    | Sven Brunner         | PSV Duisburg            |

### 8-Ball
| Platz | Spieler             | Verein              |
| ----- | ------------------- | ------------------- |
| 1     | Jörn Kaplan         | BSV Pfullingen      |
| 2     | Ralf Wack           | PBC Fortuna Bexbach |
| 3     | Martin Steinlage    | BSG Osnabrück       |
| 3     | John Blacklaw       | BSV Pfullingen      |
| 5     | Philip Rüthemann    | BSV Pfullingen      |
| 5     | Dean Risinger       | PBSG Wolfsburg      |
| 5     | Mehmet Cankurt      | BSF Kurpfalz        |
| 5     | Marcus Westen       | BSG Osnabrück       |
| 9     | Nico Wehner         | 1. PBC Fulda        |
| 9     | Thomas Grasmück     | Billard Bianco      |
| 9     | Nicolas Ottermann   | Astoria Walldorf    |
| 9     | Christian Brehme    | BSF Kurpfalz        |
| 13    | Thorsten Hohmann    | 1. PBC Fulda        |
| 13    | Michael Heinz       | Joker Kamp-Lintfort |
| 13    | Alexander Dremsizis | BC Queue Hamburg    |
| 13    | Andreas Bartsch     | PBC Blous Brothers  |

### 9-Ball
| Platz | Spieler               | Verein             |
| ----- | --------------------- | ------------------ |
| 1     | Oliver Ortmann        | BC Sindelfingen    |
| 2     | Marcus Westen         | BSG Osnabrück      |
| 3     | Ernst Schmidt         | PBC Gera           |
| 3     | Andreas Roschkowsky   | BSV Pfullingen     |
| 5     | Andreas Bartsch       | PBC Blous Brothers |
| 5     | Michael Ruwe          | BSG Osnabrück      |
| 5     | Alexander Dremsizis   | BC Queue Hamburg   |
| 5     | Thorsten Hohmann      | 1. PBC Fulda       |
| 9     | Markus Westen         | BSG Osnabrück      |
| 9     | Jürgen Ritter         | BSF Kurpfalz       |
| 9     | Sinan Kodaş           | Astoria Walldorf   |
| 9     | Daniel Merbitz        | SBSC Denkendorf    |
| 13    | Nicolas Ottermann     | Astoria Walldorf   |
| 13    | Stefan Gruber         | M-B Untermeitingen |
| 13    | Anastasios Kiriakidis | PBC Aalen          |
| 13    | Thomas Lüttich        | Hannover 96        |